# Xosiyat Tillaxonova
Xosiyat Tillaxonova ou Hosiyat Tillaxonova (en russe : Хосият Тиллахонова Khossiat Tillakhonova, née en 1907 à Tachkent et décédée en 1937) est une journaliste, poétesse et activiste féministe soviétique ouzbèke. Éditrice de Yangi yoʻl et contributrice dans plusieurs autres journaux ouzbeks de l'époque, elle est une figure majeure du féminisme ouzbek des années 1920 et 1930 entre autres par sa participation à la campagne du Hujum. Victime des Grandes Purges, elle meurt peu de temps après de cause naturelle.

## Biographie

### Jeunesse
Tillaxonova nait à Tachkent en 1907. Dans sa jeunesse, elle devient la première femme d'origine ouzbèke de Tachkent à recevoir une éducation formelle. En 1919, elle rejoint Bilim Yurt, où elle reste jusqu'en 1923, mais sans y graduer. Il est suggéré que la raison serait qu'elle était alors mariée et mère d'un jeune garçon. Elle intègre le komsomol en 1925 et y reste deux ans alors qu'elle étudie à l'université communiste d'Asie centrale.

### Journalisme
En 1929, Tillaxonova est nommée éditrice du journal Yangi yoʻl. Le journal étant fondé comme l'organe médiatique de l'aile féminine du KPUz, elle fait partie des premières femmes d'Asie centrale à produire du contenu médiatique. Elle rejoint alors d'autres figures centrales de la presse féminine ouzbèke de l'époque tels Sobira Xoldarova, Oidin, Robiya Nosirova et Tojixon Shodiyeva. Elle devient également proche de la journaliste Saodat Shamsiyeva, avec qui le fils de Tillaxonova, Timur Valiev, reste proche pour le reste de l'ère soviétique. À ce journal, elle y publie entre autres sa poésie.
En plus de son rôle d'éditrice à Yangi yoʻl, Tillaxonova contribue à plusieurs autres journaux ouzbeks. Elle est, entre autres actives dans les journaux spécialisés Maʻorif va Oʻqituvchi et Yer Yuzi, mais aussi dans le journal satirique Mushtum. Cependant, le journal à plus haute distribution dans lequel elle contribue est Qizil Oʻzbekiston, alors le plus important périodique ouzbèkophone d'Ouzbékistan.

### Activisme politique
Tillaxonova est introduite à l'activisme politique par le biais de sa famille, réputée parmi la ziyoli (intelligentsia) locale. Son frère, Salimxon, est proche des Jadids, en particulier du groupe Chigʻatoy gurungi, et dirige Bilim Yurt entre 1922 et 1923,.
Tillaxonova intègre le parti en 1932. Elle participe à la campagne du Hujum, invitant les militantes à retirer leurs paranji, entre autres sous l'influence de Mikhaïl Kalinine qui, en 1925, l'invite publiquement et personnellement à retirer le sien lors d'un discours. Blâmant la servitude des femmes sur les hommes, elle critique le manque de support pour leur libération par les ziyolilar.
En 1929, son frère, Salimxon, est arrêté puis exécuté pour nationalisme. Cet évènement pousse Tillaxonova à éviter les sujets sensibles dans ses écrits. Malgré tout, en tant que membre important du KPUz, elle est arrêtée durant les Grandes Purges en 1937 comme « ennemie du peuple ». Elle meurt durant la vague d'arrestation, sa mort est considérée comme étant d'une « cause naturelle ».